# Arc (album)
Arc – album koncertowy Neila Younga wydany w 1991. Płyta składa się z gitarowych sprzężeń zwrotnych, szumów i fragmentów śpiewu, nagranych w trakcie trasy koncertowej Neila Younga z zespołem Crazy Horse. Pierwotnie Arc wydany został jako część specjalnej, trzy płytowej edycji płyty Weld (wydawnictwo to nosi nazwę Arc-Weld).

## Spis utworów
- "Arc (A Compilation Composition)" – 35:00
  - Płyta zawiera jedną ścieżkę, będącą kompilacją dźwięków z trasy koncertowej Younga w 1991 roku.
  - Kompozytorem utworu jest Neil Young.

## Muzycy
- Neil Young – gitara, wokal, sprzężenia zwrotne, programowanie
- Frank "Poncho" Sampedro: gitara, keyboard, śpiew
- Billy Talbot: gitara basowa, śpiew
- Ralph Molina: perkusja, śpiew
- Sal Trentino: efekty elektroniczne